# Bouchalès
Bouchalès [bu.ʃa.lɛs] ist eine alte Rotweinsorte, die in Aquitanien in der Weinbauregion Bordeaux sowie in der Weinbauregion Sud-Ouest im südlichen Westen von Frankreich angebaut wird. Im Jahr 1988 wurde eine bestockte Rebfläche von 487 Hektar erhoben, nachdem die Statistik des Jahres 1958 noch einen Bestand von 4.973 Hektar auswies.
Die Rotweine verfügen über einen niedrigen Alkoholgehalt, ausgeprägte Gerbstoffe (Tannine) und sind bei Vollreife tiefrot. 

## Ampelographische Sortenmerkmale
In der Ampelographie wird der Habitus folgendermaßen beschrieben:
- Die Triebspitze ist offen. Sie ist weißwollig behaart. Die grünen und glänzenden Jungblätter sind anfangs wollig, später spinnwebig behaart.
- Die leicht fünfeckig ausgebildeten Blätter (siehe auch den Artikel Blattform) sind dunkelgrün, ungebuchtet oder schwach fünflappig. Die Stielbucht ist lyrenförmig offen oder leicht geschlossen. Der Blattrand ist stumpf gezahnt. Die Zähne sind im Vergleich zu anderen Rebsorten weit gesetzt. Im Herbst verfärbt sich das Laub teilweise rot.
- Die walzen- bis kegelförmige Traube ist mittelgroß, geschultert und dichtbeerig. Die rundlichen Beeren sind klein. Sie sind bei Vollreife von tiefblauer bis schwarzer Farbe und verfügen über eine dicke Beerenhaut.

Die Rebsorte Bouchalès reift circa 20 – 25 Tage nach dem Gutedel und gehört damit zu den Rebsorten der späten zweiten Reifungsperiode (siehe das Kapitel im Artikel Rebsorte). Sie gilt damit für eine Rebsorte international als spät reifend. Die Sorte gilt als ertragsstark, verlangt jedoch ausgesprochen warme Lagen. Im Südwesten Frankreichs kommt sie selten zur vollen Reife.
Bouchalès treibt früh aus und ist somit bei späten Frühjahrsfrösten gefährdet. Sie ist empfindlich gegen die Pilzkrankheiten Echter Mehltau und Falscher Mehltau sowie gegen die Grauschimmelfäule. Bouchalès ist eine Varietät der Edlen Weinrebe (Vitis vinifera).

## Synonyme
Die Rebsorte Bouchalès ist auch unter den Namen Aubet, Bouchalès Chedy, Bouchalets, Boucharès, Bouchedey, Boucherès, Bouissalet, Bouscalès, Bouscarès, Bouyssalet, Capbreton Rouge, Cayla, Crapput, Craput, Cujas, Esparbasque, Grappu, Grapput, Gros de Judith, Gros grappu, Gros Marthy, Gros Marty, Gros maure, Gros Mol, Jeanjean, Négrasse, Picardan, Picardan noir, Piquardan, Plant Touzau, Prolongeau, Prueras, Prueyras, Queuefort, Sensit Rouge, Toussan und Touzan bekannt. 